# Credera Rubbiano
Credera Rubbiano – miejscowość i gmina we Włoszech, w regionie Lombardia, w prowincji Cremona.
Według danych na rok 2004 gminę zamieszkiwało 1621 osób, 115,8 os./km².